# Arthrolycosa
Arthrolycosa danielsi
Genre
Espèce
Arthrolycosa est un genre fossile d'araignées de la famille des Arthrolycosidae.

## Distribution
Les espèces de ce genre ont été découvertes à Mazon Creek en Illinois aux États-Unis. Elles datent du Carbonifère.

## Liste des espèces
Selon The World Spider Catalog 18.0 :
- † Arthrolycosa antiqua Harger, 1874
- † Arthrolycosa danielsi Petrunkevitch, 1913

## Publication originale
- Harger, 1874 : Notice of a new spider from the Coal Measures of Illinois. American Journal of Science, vol. 7, p. 219–223 (en).